# 工布噶波王
工布噶波王，名尼雅墀，吐蕃前期王子，是吐蕃统一青藏高原之前的小王，封地在今拉萨东南部工布地区。
尼雅墀是吐蕃第八代赞普止贡赞普长子。他父亲被属下小邦首领洛昂达孜杀害，于是他被被流放到工布。十二小邦时，工布已经有小王，尼雅墀到达工布，被推举为王。该王系子孙相传，一直到吐蕃统一之后。第37代赞普赤松德赞及第40代赞普赤德松赞父子在位时，为工布王立碑，规定将工布地区土地、奴隶及牧场永为工布王族占有，免除赋税、差役。在赤德松赞发布的兴佛诏书和碑文上，参加盟誓的小邦诸王中有工布噶波芒波支王，就是工布噶波王的后代。至清代工布王族又被称为第穆世系，以第穆寺活佛世系传承。